# Hmelj
Hmelj (znanstveno ime Humulus) je večletna dvodomna rastlina vzpenjalka, ki jo gojijo predvsem zaradi storžkov, iz katerih se pripravlja začimbo za pivo.
V Sloveniji hmelj gojijo zlasti v Savinjski dolini.

## Vrste
Obstajajo tri vrste hmelja, ena vrsta pa ima pet podvrst:
- Humulus lupulus, navadni hmelj ali pravi hmelj, tudi divji hmelj. Ima 3 do 5 listnih krp. Evropa, zahodna Azija, Severna Amerika.
  - Humulus lupulus var. lupulus, evropski divji hmelj; Evropa, zahodna Azija.
  - Humulus lupulus var. cordifolius, japonski divji hmelj; Vzhodna Azija.
  - Humulus lupulus var. lupuloides (syn. H. americanus), vzhodno ameriška varieteta; vzhodni del Severne Amerike.
  - Humulus lupulus var. neomexicanus, severozahodna ameriška varieteta; zahodni del Severne Amerike.
  - Humulus lupulus var. pubescens, srednjezahodna ameriška varieteta; srednji del Severne Amerike.
- Humulus japonicus (syn. H. scandens), japonski hmelj ali enoletni hmelj. Ima 5 do 7 listnih krp. Vzhodna Azija.
- Humulus yunnanensis, junanski hmelj; Ima 3 do 5 listnih krp, spodaj dlakave. Endemit v južni Kitajski v provinci Junan.

Hmelj, ki ga gojijo pivovarji, so kultivarji.